# Mark Harmon
Pour les articles homonymes, voir Harmon.
Thomas Mark Harmon, dit Mark Harmon, est un acteur, producteur et réalisateur américain, né le 2 septembre 1951 dans la ville de Burbank (Californie).

## Biographie

### Jeunesse
Mark Harmon est le fils du footballeur Tom Harmon et d'Elyse Knox, actrice de cinéma des années 1940, et fut le beau-frère du chanteur Ricky Nelson.
Fan de baseball, il est en partie propriétaire d'une petite équipe, la « San Bernardino Spirit » qui apparaît dans son film Le Retour de Billy Wyatt. Il a deux sœurs : Kristin Harmon et Kelly Harmon.
Il est diplômé en communication.

### Carrière
Il commence à faire du football américain puis devient comédien. Il débute à la télévision dans un épisode de Sergent Anderson en 1975 et au cinéma dans Le Souffle de la tempête d'Alan J. Pakula en 1978. Il tient aux côtés de Morgan Fairchild la vedette en 1980 du téléfilm Marchands de rêves, sur la naissance du cinéma, et en 1980 de Flamingo Road, qui fixe pour longtemps son image de jeune premier idéal dans le rôle de l'ambitieux Fielding Carlyle.
Mark joue ensuite dans trois épisodes de La croisière s'amuse et deux épisodes de Hôpital St Elsewhere, série hospitalière culte aux États-Unis. Il s'essaie au film d'aventures exotiques (Touareg, le Guerrier du désert) et à la comédie (Des vacances de rêve à la télévision et Prof d'enfer pour un été de Carl Reiner au cinéma, les deux avec Kirstie Alley). Il s'illustre aussi dans des compositions dramatiques dans les téléfilms Au-dessus de tout soupçon, où il incarne le tueur Ted Bundy, et Rendez-moi mes fils inspiré d'un autre fait divers ayant pour héros Sebastien Milito. En 1987, dans la série Clair de lune, Harmon joue un spationaute charmeur qui éclipse un temps Bruce Willis dans le cœur de Maddie (Cybill Shepherd).
L'année suivante, Harmon est le partenaire de Sean Connery et Meg Ryan dans le thriller Presidio : Base militaire, San Francisco, réalisé par Peter Hyams ; pour l'occasion, son salaire franchit la barre symbolique du million de dollars. Cependant, le succès mitigé du film l'en éloigne.
L'acteur revient au petit écran : il succède à Paul Newman en gigolo cynique face à Elizabeth Taylor dans l'adaptation de la pièce de Tennessee Williams Doux Oiseau de jeunesse filmée par Nicolas Roeg, et à Joseph Cotten dans le remake du film d'Alfred Hitchcock L'Ombre d'un doute avec Tippi Hedren pour co-vedette ; il interprète également le rôle-titre de Dillinger. Sur grand écran, Mark séduit Madeleine Stowe et Lesley Ann Warren dans la comédie 3 Lits pour un célibataire et tourne des films confidentiels dirigés par Roeg et John Seale.
En 1994, Harmon figure dans la distribution du Wyatt Earp de Lawrence Kasdan, et l'année suivante il est le père dans le film pour enfants Orky, où il retrouve l'actrice Harley Jane Kozak. Dans le même temps, il obtient le rôle-titre de la série Charlie Grace, où il joue un détective privé, mais celle-ci ne trouve pas son public et disparaît rapidement. Dès 1996 (et durant quatre saisons), il devient un personnage régulier d'une autre série hospitalière culte : Chicago Hope : La Vie à tout prix. Durant cette époque, il apparaît également dans le film de Terry Gilliam Las Vegas Parano.
Par la suite, Mark Harmon continue de travailler pour le cinéma, souvent en vedette, mais ces œuvres passent inaperçues. En revanche, ses participations à la série À la Maison-Blanche en 2002 et surtout deux épisodes de JAG relancent sa carrière : il y interprète l'agent spécial Leroy Jethro Gibbs, personnage qu'il reprend en 2003 dans NCIS : Enquêtes spéciales où il est le chef des opérations, le héros autour duquel la série est bâtie — série dont il est aussi coproducteur. La même année, le public le remarque au côté de Jamie Lee Curtis dans Freaky Friday : Dans la peau de ma mère de Mark Waters.
En 2015, le magazine Forbes classe Mark Harmon parmi les acteurs de télévision les mieux payés avec 20 000 000 de dollars engrangés en un an.
Le 11 septembre 2021, après le quatrième épisode de la saison 19 de NCIS, il quitte la série après 418 épisodes. Il en reste cependant producteur exécutif.
En juin 2023, il annonce qu'il co-écrit un livre avec Leon Carroll Jr. un ancien agent du NCIS et conseiller de CBS, intitulé Ghosts of Honolulu, qui racontera les origines de l'ONI (Office of Naval Intelligence), l'ancêtre du NCIS.

### Image publique
En 2011, un sondage réalisé par Harris Interactive classe Mark Harmon en tant que première personnalité télé préférée des Américains devant Oprah Winfrey et Hugh Laurie.
En octobre 2012, il reçoit son étoile sur le Hollywood Walk of Fame.

### Vie privée
Le 21 mars 1987, Mark Harmon se marie avec l'actrice Pam Dawber (héroïne de la sitcom Sam suffit et de la série TV Mork and Mindy). Le 25 avril 1988, sa femme accouche de leur premier fils, Sean Thomas Harmon. Le 25 juin 1992 naît leur second fils, Ty Christian Harmon.

### Controverse
Pauley Perrette , son ancienne partenaire dans la série NCIS, quitte la production en révélant avoir subi des violences morales, verbales et parfois physiques, pendant plusieurs années.

## Filmographie

### Comme acteur
Mark Harmon a joué dans de nombreux films détaillés ci-dessous.

#### Cinéma
- 1978 : Le Souffle de la tempête (Comes a Horseman) de Alan J. Pakula : Billy Joe Meynert
- 1979 : Le Dernier Secret du Poseidon (Beyond the Poseidon Adventure) d'Irwin Allen : Larry Simpson
- 1984 : Touareg, le Guerrier du désert (Tuareg - Il guerriero del deserto) d'Enzo G. Castellari : Gacel Sayah
- 1986 : Six hommes pour sauver Harry (Let's Get Harry) de Stuart Rosenberg (crédité Alan Smithee) : Harry Burck Jr.
- 1987 : Rendez-moi mes enfants (After the Promise) de David Greene : Elmer Jackson
- 1987 : Prof d'enfer pour un été (Summer School) de Carl Reiner : Freddy Shoop
- 1988 : Presidio : Base militaire, San Francisco (The Presidio) de Peter Hyams : Jay Austin
- 1988 : Le Retour de Billy Wyatt (Stealing Home) de Steven Kampmann (en)  et William Porter : Billy Wyatt
- 1989 : 3 lits pour un célibataire (Worth Winning) de Will Mackenzie : Taylor Worth
- 1990 : Fatal rendez-vous (Till There Was You) de John Seale : Frank Flynn
- 1991 : Cold Heaven de Nicolas Roeg : Alex Davenport
- 1994 : Wyatt Earp de Lawrence Kasdan : le shérif Johnny Behan
- 1994 : Tueurs nés (Natural Born Killers) de Oliver Stone : Mickey Knox (non crédité)
- 1995 : Orky (Magic in the Water) de Rick Stevenson : Jack Black
- 1995 : L'Ultime Souper (The Last Supper) de Stacy Title : le machiste
- 1997 : Mortelle protection (Casualties) d'Alex Graves : Tommy Nance
- 1997 : The First to Go de John L. Jacobs : Jeremy Hampton
- 1998 : Las Vegas Parano (Fear and Loathing in Las Vegas) de Terry Gilliam : Reporteur au Mint 400
- 1999 : Souvenirs d'avril (I'll Remember April) de Bob Clark : John Cooper
- 2000 : The Amati Girls d'Anne De Salvo : Lawrence
- 2002 : Local Boys de Ron Moler : Jim Wesley
- 2003 : Freaky Friday : Dans la peau de ma mère (Freaky Friday) de Mark Waters : Ryan
- 2004 : Esprit libre (Chasing Liberty) d'Andy Cadiff : le président James Foster
- 2009 : Weather Girl de Blayne Weaver : Dale
- 2025 : Freaky Friday 2 : Encore dans la peau de ma mère (Freakier Friday) de Nisha Ganatra : Ryan

#### Télévision
- 1973 : Ozzie's Girls de David Nelson et Ozzie Nelson : le candidat (1 épisode)
- 1975 : Emergency ! : Officier Dave Gordon
- 1975 : Auto-patrouille (Adam-12) : Officier Gus Corbin (1 épisode)
- 1975 à 1976 : Sergent Anderson (Police Woman) : Paul Donin (2 épisodes)
- 1976 : Laverne et Shirley  (1 épisode) : Victor, Jeep Buyer
- 1976 : All's Fair : …
- 1976 : Delvecchio : Ronnie Striker
- 1977 : Eleanor and Franklin: The White House Years de Daniel Petrie : Robert Dunlap
- 1977 : The Hardy Boys/Nancy Drew Mysteries : Chip Garvey
- 1978 : Sam (7 épisodes) : Officier Mike Breen
- 1978 : Getting Married de Steven Hilliard Stern : Howie Lesser
- 1978 : Little Mo de Daniel Haller : Norman Brinker
- 1978 : Colorado (Centennial) créée par John Wilder : Captain John McIntosh (3 épisodes)
- 1979 : SOS Côte Ouest (240-Robert) de Richard Benedict : Député Dwayne Thibideaux (13 épisodes)
- 1979 à 1983 : La croisière s'amuse (The Love Boat) : Doug Bradbury (3 épisodes)
- 1980 : Flamingo Road de Gus Trikonis : Fielding Carlyle
- 1980 : Marchand de rêves (The Dream Merchants) de Vincent Sherman : Johnny Edge
- 1980 à 1982 : Flamingo Road : Fielding Carlyle
- 1981 : Les Survivants du Goliath (Goliath Awaits) de Kevin Connor : Peter Cabot
- 1983 : Intimate Agony de Paul Wendkos : Tommy
- 1983 à 1986 : St. Elsewhere créée par Joshua Brand et John Falsey : Dr. Robert Caldwell
- 1986 : Des vacances de rêve (Prince of Bel Air) de Charles Braverman : Robin Prince
- 1986 : Un Assassin Irrésistible (The Deliberate Stranger) de Marvin J. Chomsky : Ted Bundy
- 1986 : Prince of Bel Air de Charles Braverman : Robin Prince
- 1987 : Clair de lune (Moonlighting) créée par Glenn Gordon Caron : Sam Crawford (4 épisodes)
- 1987 : Rendez-moi mes enfants (After the Promise) de David Greene :  Elmer Jackson
- 1989 : Sweet Bird of Youth de Nicolas Roeg : Chance Wayne
- 1990 : Kenny Rogers Classic Weekend de Kelly Junkerman : …
- 1991 : Dillinger de Rupert Wainwright : John Dillinger
- 1991 : Affaire très privée (Fourth Story) de Ivan Passer : David Shepard
- 1991 : Long Road Home de John Korty : Ertie Robertson
- 1991 : L'Ombre d'un doute (Shadow of a Doubt) de Karen Arthur : Charles
- 1991 à 1993 : La Voix du silence (Reasonable Doubts) créée par Robert Singer : Det. Dicky Cobb
- 1993 : Harts of the West (en) : Rodéo clown (1 épisode)
- 1995 : Original Sins de Jan Egleson : Johnathan Franye
- 1995 : Charlie Grace (9 épisodes) : Charlie Grace
- 1996 : Troubles (Strangers)  : Mark (1 épisode)
- 1996 à 2000 : Chicago Hope  : Dr. Jack McNeil
- 1997 : Adventures from the Book of Virtues : Ulysses (voix) (1 épisode)
- 1998 : De la Terre à la Lune (From the Earth to the Moon) de Michael Grossman : Wally Schirra
- 2000 : La Montre à remonter le temps (For All Time) de Steven Schachter : Charles Lattimer
- 2001 : Crossfire Trail de Simon Wincer : Bruce Barkow
- 2001 : Attirance fatale - Qui a tué Anne-Marie F. ? (And Never Let Her Go) de Peter Levin : Thomas Capano (en)
- 2001 : La Légende de Tarzan (The Legend of Tarzan) de Chris Buck (1 épisode) : Bob Markham
- 2002 : À la Maison-Blanche (The West Wing)  (4 épisodes) : Simon Donovan, agent spécial de l'USSS
- 2003 : JAG (2 épisodes) : Leroy Jethro Gibbs
- 2003 à 2021: NCIS : Enquêtes spéciales : Leroy Jethro Gibbs (principal saisons 1 à 19)
- 2011 : Une proie certaine (Certain Prey) de Chris Gerolmo : Lucas Davenport
- 2014 à 2015 : NCIS : Nouvelle-Orléans : Leroy Jethro Gibbs (2 épisodes)
- 2024 : NCIS: Origins : Leroy Jethro Gibbs

### Comme réalisateur
- 2000 : Chicago Hope : La Vie à tout prix (épisode spécial à Chicago Hope)
- 2002 : Boston Public (épisodes 39 et 40)

### Comme producteur
- NCIS : Enquêtes spéciales
- NCIS : Nouvelle-Orléans

## Distinctions

### Récompenses
Mark Harmon a reçu la 2482e étoile du Hollywood Walk of Fame le 1er octobre 2012 et d'autres récompenses comme :
- Primetime Emmy Awards :
  - 1977 : proposé, acteur de soutien exceptionnel dans une mini-série ou un film - Eleanor et Franklin: The White House Years
  - 2002 : proposé, Acteur Invité exceptionnel dans une série dramatique - À la Maison-Blanche
- Golden Globe Awards :
  - 1986 : proposé, Meilleur acteur dans une mini-série ou un film de télévision - The Deliberate Stranger
  - 1987 : proposé, Meilleur acteur dans une mini-série ou un film de télévision - After The Promise
  - 1991 : proposé, Meilleur acteur dans une série télévisée dramatique - Reasonable Doubts
  - 1992 : proposé, Meilleur acteur dans une série télévisée dramatique - Reasonable Doubts
- Screen Actors Guild Awards :
  - 1996 : proposé, Prestation exceptionnelle par un groupe dans une série dramatique - Chicago Hope : La Vie à tout prix
  - 1997 : proposé, Prestation exceptionnelle par un groupe dans une série dramatique - Chicago Hope : La Vie à tout prix
- People's Choice Awards :
  - 2010 : proposé, Acteur théâtral favori à la télévision - NCIS : Enquêtes spéciales
  - 2011 : proposé, Acteur télévisé préféré dans le combat contre le crime - NCIS : Enquêtes spéciales

### Nominations
- Primetime Emmy Awards 1977 : proposé pour le prix de la meilleure interprétation masculine dans un second rôle dans une série télévisée pour Eleanor and Franklin: The White House Years (1977)
- Golden Globes 1987 : proposé pour le prix de la meilleure interprétation masculine dans une série télévisée pour Au-dessus de tout soupçon (1986)
- Golden Globes 1988 : proposé pour le prix de la meilleure interprétation masculine dans un téléfilm pour Rendez-moi mes enfants (1987)
- Golden Globes 1992 : proposé pour le prix de la meilleure interprétation masculine dans une série télévisée pour La voix du silence (1991-1993)
- Viewers for Quality Television Awards 1992 : proposé pour le prix de la meilleure interprétation masculine dans une série télévisée pour La voix du silence (1991-1993)
- Viewers for Quality Television Awards 1993 : proposé pour le prix de la meilleure interprétation masculine dans une série télévisée pour La voix du silence (1991-1993)
- Golden Globes 1993 : proposé pour le prix de la meilleure interprétation masculine dans une série télévisée pour La voix du silence (1991-1993)
- Screen Actors Guild Awards 1997 : proposé pour le prix de la meilleure distribution dans une série dramatique pour Chicago Hope (1994)  partagé avec Adam Arkin, Peter Berg, Jayne Brook, Rocky Carroll, Vondie Curtis-Hall, Hector Elizondo, Thomas Gibson, Roxanne Hart, Christine Lahti et Jamey Sheridan
- Screen Actors Guild Awards 1998 : proposé pour le prix de la meilleure distribution dans une série dramatique pour Chicago Hope (1994)  partagé avec Adam Arkin, Peter Berg, Jayne Brook, Rocky Carroll, Vondie Curtis-Hall, Hector Elizondo, Christine Lahti et Stacy Edwards
- Primetime Emmy Awards 2002 : proposé pour le prix de la meilleure interprétation masculine dans une série télévisée pour À la Maison-Blanche (1999-2003)
- Prism Awards 2012 : lauréat du prix de la meilleure interprétation masculine dans une série dramatique pour N.C.I.S.: Enquêtes spéciales (2003-)
- TV Guide Awards 2012 : proposé pour le prix de la meilleure interprétation masculine dans une série dramatique pour N.C.I.S.: Enquêtes spéciales (2003-)
- TV Guide Awards 2013 : proposé pour le prix de la meilleure interprétation masculine dans une série dramatique pour N.C.I.S.: Enquêtes spéciales (2003-)

## Voix françaises
| - Éric Legrand dans : - Marchand de rêves (téléfilm) - Les Survivants du Goliath (téléfilm) - Shadow of a Doubt (téléfilm) - Mortelle Protection (téléfilm) - JAG (série télévisée) - À la Maison-Blanche (série télévisée) - Philippe Peythieu dans : - Les Années perdues (téléfilm) - Chicago Hope : La Vie à tout prix (série télévisée) - La Montre à remonter le temps (téléfilm) - Attirance fatale : Qui a tué Anne-Marie F. ? (téléfilm) - Hervé Jolly, dans : - NCIS : Enquêtes spéciales (série télévisée) - Une proie certaine (téléfilm) - NCIS : Nouvelle-Orléans (série télévisée) - Freaky Friday 2 : Encore dans la peau de ma mère - Michel Bedetti dans : - La croisière s'amuse (série télévisée, 1re voix) - Flamingo Road, (série télévisée) - Prince of Bel-Air (téléfilm) | - François Leccia dans : - La croisière s'amuse (série télévisée, 2e voix) - Six hommes pour sauver Harry - La Voix du silence, (série télévisée) - Patrick Poivey dans : - Presidio : Base militaire, San Francisco - Freaky Friday : Dans la peau de ma mère - Nicolas Marié dans : - Le Retour de Billy Wyatt - Dillinger (téléfilm) - Jean-Luc Kayser dans : - Wyatt Earp - Las Vegas Parano et aussi - José Luccioni dans Le Dernier Secret du Poseidon - Richard Darbois dans Touareg, le Guerrier du désert - Hervé Bellon dans Prof d'enfer pour un été - Denis Boileau dans Clair de lune (série télévisée) - Vincent Violette dans Rendez-moi mes enfants (téléfilm) - Bruno Devoldère dans 3 lits pour un célibataire - Daniel Lafourcade dans Tueurs nés - Philippe Bellay dans L'Ultime Souper - Yves Beneyton dans Esprit libre |